# Instituto Espacial Ecuatoriano

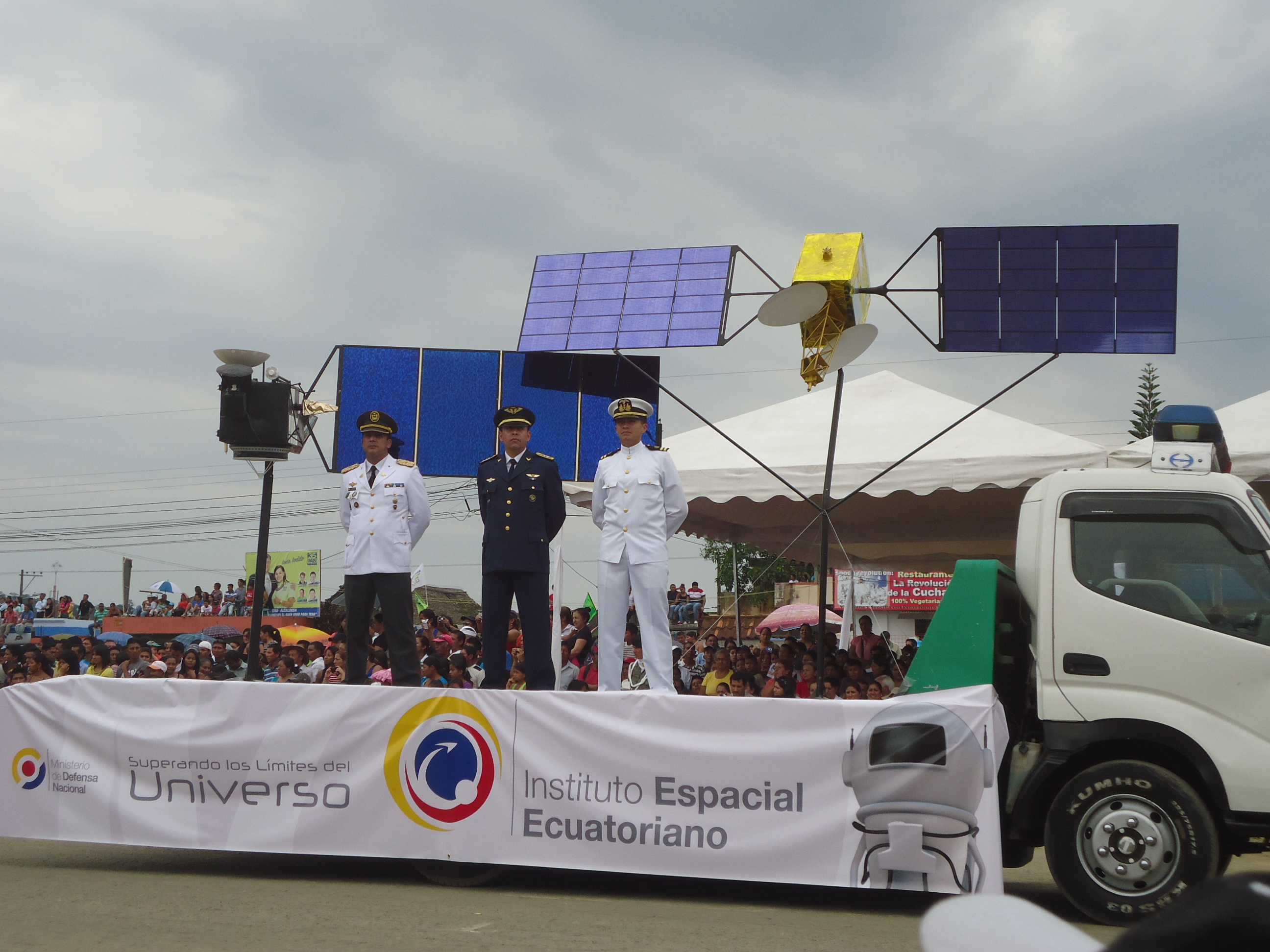
Representantes del Instituto Espacial Ecuatoriano en Tena en febrero del 2014

El Instituto Espacial Ecuatoriano (IEE) fue una entidad adscrita al Ministerio de Defensa Nacional de Ecuador que estuvo orientado a la investigación y desarrollo de la tecnología espacial y la cultura aeroespacial. Fue creado en el año 2012 mediante Decreto Ejecutivo n.º 1246 y publicado en el Registro Oficial n.º 759.
Funcionó en tres sedes a nivel nacional:
- Quito (sede principal)
- Guayaquil
- Latacunga

En Latacunga funcionó a la entrada al Área Nacional de Recreación El Boliche (Estación Terrena Cotopaxi donde funcionó el ex-CLIRSEN donde fue el centro de operaciones espaciales del instituto).
El Instituto Espacial Ecuatoriano tuvo a disposición información geosatelital que estaba orientada al inventario de recursos, a través del Sistema de Información Georeferenciada de Recursos Naturales y Ambiente (SIGRENA).
El 11 de abril de 2019, el presidente Lenin Moreno firmó el Decreto Ejecutivo #714 suprimiendo el Instituto Espacial Ecuatoriano debido a un plan de austeridad fiscal y aparente falta de resultados concretos por parte del IEE, después de haber invertido más de USD $36 millones en 6 años.
.-.

## Áreas de investigación
- Observación espacial
- Astronáutica
- Clima espacial
- Desarrollo y aplicación de tecnologías espaciales